# Лина Шишкова
Лина Шишкова е българска актриса, певица и авторка на песни. Занимава се активно с озвучаване на филми и пеене.

## Ранен живот
Лина Темелкова е родена през 1973 г. в град Варна.
През 80-те години учи актьорско майсторство в театрална школа „Щурче”.
През 1995 г. завършва ВИТИЗ „Кръстьо Сарафов“ със специалност „Актьорско майсторство за куклен театър“ в класа на Дора Рускова. Учи заедно с Богдана Трифонова, Стефания Колева и други.

## Кариера в театъра
Шишкова се присъединява към трупата на „Театър 13“ със седалище НДК около 1995 г. Участва в много постановки, измежду които „Един стол разказва...“, „Кабаре“, „Морски сънища“, „Резонанс“, „Силуети“, „Игра на приказки“, „Коледна песен“. Гастролира с някои от спектаклите в Германия, Австрия, Белгия, Унгария, Полша, Франция и Испания.
През 2018 г. играе в „Модерато кантабиле“ в Сити Марк Център.

## Кариера на озвучаваща актриса
Шишкова започва да се занимава с озвучаване през 1999 г. Като актриса от „Театър 13“ изпълнява певческата част в дублажа на Арс Диджитал Студио на филмите „Принцеса Анастасия“, „Фърнгъли: Последната екваториална гора“ и „Фърнгъли 2: Магическото избавление“.
Едни от първите записи, където само озвучава диалога, са „Скуби-Ду: Училище за духове“ (дублира г-жа Гримууд), и сериалите „Телетъбис“ и „Инспектор Гаджет“ (дублаж на bTV; дублира Пени).

## Музикална дейност
Шишкова пее активно като беквокалистка на Васко Кръпката, Камелия Тодорова, Кирил Маричков, Йълдъз Ибрахимова и оркестъра на Вили Казасян.
Пише текста на песента на певицата София „Пътят към теб“.

## Преподавател
Шишкова работи като асистент на Дора Рускова в НАТФИЗ през периода 1998 – 2002 г.
От 2002 г. е ръководителка на детската театрална школа „Артлантида“, заедно с Ася Рачева и Радослав Рачев.

## Личен живот
Омъжена е за музиканта Михаил Шишков – син, и има две деца – Малена и Максим Шишкови.